# Agenda Pública
Agenda Pública es una plataforma digital especializada en la publicación de análisis y reflexiones de científicos sociales y otros expertos sobre temas de la actualidad jurídica, política, económica y social, con un enfoque particular en España . 
Fundado el 1 de octubre de 2012 por Argelia Queralt, Marc López Plana, Juan Rodríguez Teruel y Edgar Rovira,  Agenda Pública inició su trayectoria aportando contenido a eldiario.es, relación que finalizó en 2015.  Ese mismo año logró un acuerdo de colaboración con El Periódico, hasta que en diciembre de 2018 se trasladó a la edición digital del diario El País, dirigido por Soledad Gallego Díaz. 
Dirigido inicialmente por Argelia Queralt, Agenda Pública se consolidó como un observatorio social de referencia, contando en sus primeros cinco años con la colaboración de más de 1.000 profesores e investigadores universitarios. 